# Rudolf Müller (Verwaltungsjurist)
Rudolf Müller (* 20. März 1854 in Babenhausen; † 24. März 1912 in Stadtamhof) war ein deutscher Verwaltungsjurist.

## Leben
Müller entstammte einer alten Gelehrten- und Beamtenfamilie und wurde in Babenhausen als Sohn des dortigen Landrichters Gustav Müller und seiner Frau Berta, geb. Kriß geboren. Nach dem Besuch des Gymnasiums bei St. Stephan in Augsburg studierte er Rechtswissenschaften an der Universität München und wurde dort Mitglied des Corps Franconia. 1879 bestand er das erste juristische Examen. Seine Zeit als Rechtspraktikant verbrachte er überwiegend in Augsburg. 1884 absolvierte er das zweite juristische Staatsexamen. Seine erste Anstellung erhielt er am 1. Januar 1885 als Bezirksamtsassessor in Parsberg. 1890 wurde er nach Bamberg versetzt. 1896 wurde er Bezirksamtmann in Vohenstrauß, 1902 in Stadtamhof. Im gleichen Jahr erhielt Müller das Kreuz IV. Klasse des Verdienstordens vom Heiligen Michael. Mehrere Orte des Bezirksamtes Stadtamhof ernannten ihn zum Ehrenbürger.